# Monolith Soft
Monolith Soft Inc. là công ty phát triển trò chơi điện tử, ban đầu trực thuộc Namco (sau này là Bandai Namco), và được mua lại bởi Nintendo vào năm 2007. Công ty được thành lập năm 1999 bởi Takahashi Tetsuya với sự hỗ trợ và hợp tác của Nakamura Masaya, nhà sáng lập của Namco. Dự án đầu tiên của họ là sê-ri Xenosaga, một sản phẩm kế thừa tinh thần của dòng trò chơi Xenogears được phát triển bởi Square. Rất nhiều nhân viên của Square đã gia nhập cùng Takahashi vào Monolith Soft, bao gồm Sugiura Hirohide and Honne Yasuyuki.
Bên cạnh sê-ri Xenosaga, Monolith Soft đã làm việc cho các dự án khác bao gồm Baten Kaitos và Namco × Capcom, tiền thân của loạt Project X Zone sau này của họ, cùng với việc hỗ trợ các dự án từ các nhà phát triển khác. Chỉ có một số trò chơi của công ty được phát hành trên PlayStation 2, còn lại phần lớn các trò chơi đều phát hành trên nền tảng của Nintendo. Tính đến năm 2019, Monolith Soft vận hành bốn xưởng sản xuất. Xưởng chính của công ty nằm ở Meguro, Tokyo, nơi sản xuất các thành phần trò chơi điện tử gốc của công ty; hai xưởng Nakameguro GS và Osaki Studio thứ cấp cũng có trụ sở ở Tokyo và một studio ở Kyoto hoạt động như một đội hỗ trợ phát triển cho cả Monolith Soft và cho một số trò chơi Nintendo EPD.
Cách tiếp cận thiết kế của Monolith Soft đã thay đổi xuyên suốt vòng đời của công ty, với các trò chơi đầu tiên như Xenosaga và Baten Kaitos có đặc trưng là cách tiếp cận đặt nặng vào kể chuyện, trong khi các trò chơi sau này tập trung nhiều hơn vào lối chơi. Mục tiêu đề ra của công ty là tạo các dự án với sự mở rộng tự do sáng tạo và cho phép các nhà phát triển trẻ đóng góp cho các dự án này. Công ty cũng được chú ý vì tập trung vào việc thúc đẩy một môi trường làm việc thoải mái, không làm việc ngoài giờ so với phần lớn các nhà phát triển trò chơi Nhật Bản khác, song hành với việc hợp tác với các xưởng sản xuất và công ty khác.

## Lịch sử

### Giai đoạn thành lập
Monolith Soft được thành lập bởi Takahashi Tetsuya, một nhà phát triển trước đây đã làm việc tại Nihon Falcom và sau đó là tại Square, sau này sáp nhập vào Enix năm 2003 và trở thành Square Enix. Khi còn ở Square, ông và vợ Tanaka Kaori (còn được biết tới là Saga Soraya) đã góp phần phát triển nhiều trò chơi, bao gồm cả các tựa trò chơi trong sê-ri Final Fantasy. Nối tiếp công việc của họ trong Final Fantasy VI, Takahashi và Tanaka đã viết đề xuất cho Final Fantasy VII; tuy nhiên, mặc dù nội dung được cho là quá đen tối so với sê-ri Final Fantasy, họ đã được cho phép phát triển như dự án riêng của họ mang tên Xenogears. Tham vọng ganh đua của Takahashi đã thúc đẩy nhà sáng tạo Final Fantasy Sakaguchi Hironobu, sau đó là Phó chủ tịch điều hành tại Square, bổ nhiệm ông làm đạo diễn cho dự án. Takahashi cũng đã viết kịch bản với Tanaka. Sau khi phát hành Xenogears, Takahashi bất mãn với phương pháp kinh doanh của Square vào thời điểm đó, khi chỉ ưu tiên các tài sản trí tuệ lớn của họ như là sê-ri Final Fantasy. Điều này khiến Takahashi luôn trong tình trạng không có kinh phí hoặc thiếu không gian sáng tạo để phát triển các dự án độc lập hoặc tiếp tục sê-ri Xenogears đã lên kế hoạch của mình.
Năm 1999, Takahashi đã nói chuyện với Sugiura Hirohide, người cũng từng làm việc tại Square và bắt đầu cảm thấy bất mãn vì thiếu tự do sáng tạo. Sau khi thảo luận về vấn đề này, hai người quyết định thành lập công ty riêng và theo đuổi các dự án mà họ muốn tạo ra. Khi lên kế hoạch cho công ty mới của họ, Takahashi và Sugiura đã quyết định rằng họ cần một nhà xuất bản có thị phần thị trường đáng kể để giúp đỡ họ chứ không phải là một xưởng sản xuất độc lập. Takahashi và Sugiura đã tiếp cận nhiều công ty để được hỗ trợ, nhưng hầu hết các công ty mà họ liên hệ hoàn toàn từ chối lời đề nghị của họ vì họ tin rằng Monolith Soft nên là một công ty độc lập. Tuy nhiên, Namco đã quan tâm đến việc đầu tư vào Monolith Soft như một công ty con toàn phần độc lập, đồng thời hỗ trợ xử lý khâu hậu cần và tiếp thị để các nhân viên đầu não có thể tập trung vào phát triển trò chơi. Một nhân vật quan trọng đã ủng hộ cho Monolith Soft là người sáng lập Namco Nakamura Masaya, người đã chia sẻ nhiều mục tiêu và lý tưởng của Takahashi và Sugiura. Monolith Soft được ghi nhận là một trong một nhóm các công ty trò chơi điện tử—cùng với Sacnoth, Love-de-Lic và Mistwalker—được thành lập bởi các nhân viên của Square đã làm việc trong các tựa trò chơi đáng chú ý sản xuất trong những năm 1990. Công ty được chính thức thành lập vào ngày 1 tháng 10 năm 1999 bởi Takahashi, Sugiura và Honne Yasuyuki, những người đã làm việc tại Square cho sê-ri Chrono và với Takahashi cho sê-ri Xenogears. Những văn phòng của công ty ban đầu có trụ sở tại Yokohama.

### Những năm 2000

#### Thời đại Namco
Dự án đầu tiên của Monolith Soft là Xenosaga Episode I, một trò chơi nhập vai (RPG) cho PlayStation 2. Xenosaga là một trò chơi kế thừa tinh thần của Xenogears; quá trình phát triển bắt đầu vào năm 2000 khi tập hợp đủ nhân viên, kéo dài khoảng hai năm. Tương tự với Xenogears, trò chơi được lên kịch bản bởi Takahashi và Tanaka, người đã lên kế hoạch cho sê-ri Xenosaga theo mô hình hexalogy. Năm 2001, nhà sản xuất Namco, Noguchi Shinji và Tadashi Nomura của Monolith Soft đã tạo ra một IP mới cho GameCube, không liên kết với Xenosaga. Với tiêu đề Baten Kaitos: Eternal Wings and the Lost Ocean, sự phát triển bắt đầu sáu tháng sau khi ý tưởng được hình thành, với Honne đóng vai trò là giám đốc sản xuất. Các nhân viên phát triển trò chơi của công ty hiện đã được phân chia thành hai đội sản xuất cho sê-ri Xenosaga và Baten Kaitos, dự án sau được thúc đẩy bởi các nhà phát triển trẻ tại Monolith Soft. Baten Kaitos được hợp tác phát triển với tri-Crescendo, khi cả hai cùng gửi bản thiết kế cho Namco, nên đã đề nghị họ hợp tác với nhau trong dự án. Năm 2003, Honne đã được Iwata Satoru (Giám đốc điều hành của Nintendo) thương thảo về việc phát triển một tựa trò chơi mới trong sê-ri Mother cho GameCube. Honne đã đưa ra ý tưởng cho một "trò chơi giải trí lấy cảm hứng của thập niên 80 ở Mỹ", nhưng ý tưởng này đã bị từ chối bởi nhà sáng tạo sê-ri Itoi Shigesato.
Sau khi phát hành trò chơi Xenosaga đầu tiên, Takahashi và Sugiura đã đánh giá lại cấu trúc nội bộ của Monolith Soft, nhận định rằng các nhà phát triển trụ cột hiện tại đã quá lớn tuổi, trái ngược với các mục tiêu dự định của họ để công ty nuôi dưỡng tài năng trẻ. Với suy nghĩ này, Takahashi từ bỏ vai trò lãnh đạo trong sê-ri Xenosaga. Ông tiếp tục làm việc cho công ty trong vai trò giám sát và đóng góp bằng cách cung cấp các bản thảo kịch bản của sê-ri, trong khi các nhân viên trẻ hơn tiếp tục phát triển sê-ri. Động thái này cũng cho phép Takahashi tự do sáng tạo hơn trong một số dự án khác thay vì bị ràng buộc với một sê-ri duy nhất. Vào tháng 5 năm 2002, Monolith Soft chuyển từ Yokohama đến văn phòng hiện tại của họ ở Meguro, Tokyo. Tựa trò chơi tiếp theo trong sê-ri Xenosaga, Xenosaga Episode II, bắt đầu phát triển bởi một nhóm phát triển mới sau khi phát hành Episode I. Trong khi phát triển Episode II, các nhân viên đã chuyển trọng tâm của họ từ sê-ri chính để giúp kể câu chuyện thông qua nhiều hình thức phương tiện truyền thông hác nhau. Trong số các dự án bổ sung này có Xenosaga: Pied Piper, một tựa game phụ cho các thiết bị di động được đồng phát triển với Tom Create và Namco Mobile. Pied Piper là tác phẩm cuối cùng của Tanaka trong sê-ri Xenosaga. Bắt đầu từ năm 2003, Monolith Soft cũng đã phát triển Namco × Capcom, một trò chơi chia sẻ nhân vật cho hệ máy PlayStation 2 có sự xuất hiện của các nhân vật từ các trò chơi điện tử khác nhau của Namco và Capcom. Ý tưởng được đề xuất bởi Monolith Soft, với sự phát triển kéo dài hai năm.
Năm 2006, Monolith Soft đã tham gia vào bốn tựa trò chơi được phát hành; Dirge of Cerberus: Final Fantasy VII, Xenosaga I & II, Xenosaga Episode III và Baten Kaitos Origins. Dirge of Cerberus, được phát triển chủ yếu bởi Square Enix và Monolith Soft hỗ trợ phát triển. Xenosaga I & II là tái bản mở rộng của hai trò chơi đầu tiên cho Nintendo DS, và đáng chú ý là tựa trò chơi đầu tiên của Monolith Soft cho các máy chơi game cầm tay. Trò chơi được hợp tác phát triển bởi Tom Create phối hợp với nhiều nhân viên, những người đã tham gia chuyển thể anime cho tựa trò chơi Xenosaga đầu tiên. Xenosaga Episode III bắt đầu phát triển vào năm 2004. Trong khi Xenosaga được lên kế hoạch theo mô hình hexalogy, nhóm mới đã quyết định tái cấu trúc sê-ri thành một bộ ba. Episode III là tựa được lên kế hoạch cuối cùng trong sê-ri, với các tựa trò chơi tiếp theo sẽ phụ thuộc vào thành công thương mại của nó. Hiệu suất thương mại và phê bình hỗn hợp của loạt Xenosaga khiến nhân viên phát triển của Monolith Soft rơi vào tình trạng mất động lực làm việc. Baten Kaitos Origins, một lần nữa được hợp tác phát triển với tri-Crescendo, đã được phát hành muộn hơn lịch ra mắt thường niên của GameCube, chỉ ngay trước khi phát hành máy chơi game gia đình mới Wii của Nintendo. Tựa trò chơi Baten Kaitos cho DS cũng được phát triển tại Monolith Soft, nhưng Namco, vào thời điểm này đã sáp nhập với Bandai để trở thành Namco Bandai, đã hủy dự án. Tựa trò chơi Baten Kaitos thứ ba đã vào giai đoạn đầu phát triển trong "một thời gian dài", trích lời Honne, nhưng đã bị hủy không lí do. Những nỗ lực trong tương lai với sê-ri phụ thuộc vào cả nhu cầu của người hâm mộ và sự hợp tác của chủ sở hữu IP là Namco.

#### Thời đại Nintendo
Theo Sugiura, mối quan hệ của Monolith Soft với Namco đã trải qua một sự thay đổi tiêu cực sau khi Nakamura nghỉ hưu với tư cách là người đứng đầu Namco vào năm 2002, ba năm trước khi sáp nhập với Bandai. Công ty đã trải qua những sự cải tổ và Monolith Soft cảm thấy họ ít được tự do sáng tạo hơn và công ty Bandai Namco mới không sẵn sàng chấp nhận rủi ro trong sáng tạo. Công ty sau đó đã nhận được tư vấn từ Hatano Shinji, giám đốc điều hành tại Nintendo, người đã khuyên họ tiếp tục tạo ra các dự án sáng tạo. Được khích lệ bởi thái độ ủng hộ của Hatano, Monolith Soft quyết định tách khỏi Bandai Namco để trở thành công ty con của Nintendo; điều này mang lại sự tự do sáng tạo cho Monolith Soft để đổi lấy sự độc quyền phát triển phần mềm cho các nền tảng của Nintendo. Việc Nintendo mua phần lớn cổ phần của Monolith Soft từ Bandai Namco Holdings đã được công bố công khai vào tháng 4 năm 2007. Nintendo trở thành cổ đông lớn của Monolith Soft với 80% cổ phần, trong khi Bandai Namco giữ lại 16% và vẫn là đối tác phát triển. Namco Bandai tuyên bố rằng việc trao đổi cổ phiếu Monolith Soft sẽ củng cố mối quan hệ của họ với Nintendo. Các cổ phần còn lại được chia giữa Takahashi, Sugiura và Honne. Việc mua lại Monolith Soft của Nintendo trái ngược với cách tiếp cận công khai trước đây của công ty về việc không tham gia vào sáp nhập và mua lại các xưởng sản xuất và công ty khác. Trong một tuyên bố về vấn đề này, Iwata nói rằng thỏa thuận này được bắt đầu do mối quan hệ tích cực giữa Sugiura và Nintendo, và triết lý thiết kế và phát triển song song của hai công ty.
Các tựa trò chơi phát hành đầu tiên của Monolith Soft sau khi được Nintendo mua lại là Soma Bringer và Super Robot Taisen OG Saga: Endless Frontier cho Nintendo DS và Disaster: Day of Crisis cho Wii, tất cả được phát hành vào năm 2008. Soma Bringer là tựa trò chơi di động đầu tiên của công ty được phát triển hoàn toàn nội bộ, được thiết kế như một trải nghiệm được dẫn dắt bởi lối chơi hơn là kể chuyện. Nhiều nhân viên trở về từ sê-ri Xenosaga bao gồm Takahashi và Tanaka cũng đã đóng góp cho trò chơi. Super Robot Taisen OG Saga: Endless Frontier, một game nhập vai chia sẻ nhân vật, được hợp tác phát triển với Banpresto và xuất hiện những nhân vật trong vai trò khách mời từ sê-ri Xenosaga của Monolith Soft. Disaster: Day of Crisis, trò chơi nhập vai đầu tiên và duy nhất của Monolith Soft, được dự định là một tựa trò chơi sẽ phô bày các khả năng của Wii. Do những lo ngại về chất lượng và Monolith Soft chưa làm quen với phần cứng Wii, kế hoạch phát hành của trò chơi đã bị trì hoãn hai năm kể từ năm 2006. Monolith Soft cũng được phó thác để phát triển Dragon Ball Z: Attack of the Saiyan do khả năng của họ trong việc phát triển trò chơi nhập vai. Gần đây, họ đã hỗ trợ phát triển Super Smash Bros. Brawl.
Từ giữa năm 2006, Takahashi bắt tay làm một dự án riêng biệt; nảy ra ý tưởng về các nền văn minh chống đối nhau, sinh sống trên cơ thể bất động của hai vị thần chiến tranh, ông và Honne đã xây dựng một mô hình của hai vị thần để hình dung rõ hơn về ý tưởng này. Sau khi mang ý tưởng của họ cho nhà sản xuất của Nintendo là Yamagami Hitoshi, nhóm đã bắt đầu phát triển vào năm 2007. Takahashi sau đó nói rằng sự phát triển của trò chơi là động lực thúc đẩy tinh thần nhân viên trong công ty sau thất bại của sê-ri Xenosaga. Đạo diễn, Kojima Koh, lần đầu trong vai trò đạo diễn sản xuất với tựa trò chơi này, trước đây đã từng viết kịch bản cho Baten Kaitos Origins. Trò chơi này cũng là sự thay đổi so với cách tiếp cận nặng nề trong các tựa trò chơi trước đây của Monolith Soft, mà Takahashi tuyên bố là đã quá lỗi thời. Trái ngược với nhiều dự án Monolith Soft trước đó, trò chơi được thiết kế với mục đích phát hành quốc tế. Quy mô dự định của trò chơi đã gây ra vấn đề, và Takahashi miễn cưỡng đến Yamagami với một danh sách các đề xuất để cắt giảm trò chơi xuống một quy mô phù hợp như ông đã thường làm cho các dự án trước đó. Yamagami từ chối tất cả các đề xuất của Takahashi, thay vào đó thuyết phục Nintendo tiếp tục hỗ trợ dự án và cho phép nhóm hoàn thành công việc của họ như kế hoạch ban đầu. Ban đầu trò chơi có tựa đề Monado: Beginning of the World, Iwata đã thay đổi tựa đề để tôn vinh tác phẩm trước đây của Takahashi trong Xenogears và nhượng quyền Xenosaga. Tựa đề mới là Xenoblade Chronicles.

### Những năm 2010
Xenoblade Chronicles phát hành năm 2010 tại Nhật Bản, và sau nhiều lần trì hoãn, cũng được phát hành trên toàn thế giới để thành công bất ngờ về thương mại ngoài mong đợi. Cũng được phát hành cùng năm là Super Robot Taisen OG Saga: Endless Frontier Exceed, phần tiếp theo của trò chơi gốc được hợp tác phát triển với Banpresto, có nội dung mở rộng dựa trên cơ chế của tựa trò chơi Xenosaga gốc của các nhân vật sau này của nó. Vào năm 2011, Monolith Soft đã thành lập một xưởng sản xuất mới ở Kyoto, gần trụ sở của Nintendo hơn để hai công ty có thể tương tác tốt hơn với nhau. Mặc dù ban đầu còn e dè, các nhân viên đã nhanh chóng ổn định vào văn phòng mới của họ và xưởng sản xuất trở thành nơi tuyệt vời để làm việc. Thay vì làm các dự án ban đầu, chi nhánh ở Kyoto hoạt động như một xưởng sản xuất bổ sung, hỗ trợ cho Monolith Soft và các dự án nội bộ của Nintendo. Chi nhánh ở Kyoto đã hỗ trợ cho The Legend of Zelda: Skyward Sword (2011), Animal Crossing: New Leaf (2012), Pikmin 3 (2013), The Legend of Zelda: A Link Between Worlds (2013), Splatoon, (2015), Animal Crossing: Happy Home Designer (2015), The Legend of Zelda: Breath of the Wild (2017) và Splatoon 2 (2017). Đến đầu năm 2012, Namco Bandai đã bán 400 cổ phần còn lại của mình trong Monolith Soft cho Nintendo.
Trò chơi tiếp theo được phát hành từ Monolith Soft, một lần nữa hợp tác với Banpresto, là Project X Zone cho Nintendo 3DS. Là sự kế thừa cho Namco × Capcom, trò chơi đã nhận được sự hỗ trợ phát triển và sử dụng các nhân vật nổi tiếng từ các trò chơi nhượng quyền thương mại thuộc sở hữu của Namco Bandai, Capcom và Sega. Sau khi phát hành Xenoblade Chronicles, Monolith Soft cũng đang thực hiện một tựa trò chơi tiếp theo có tựa đề Xenoblade Chronicles X cho Wii U. Là một trò chơi kế thừa tinh thần cho trò chơi đầu tiên và tựa trò chơi có độ nét cao đầu tiên của công ty, Xenoblade Chronicles X đã chuyển cách dẫn dắt từ dùng câu chuyện sang sử dụng cấu trúc thế giới mở. Kết hợp yếu tố nhiều người chơi đã khiến việc phát hành bị trì hoãn và câu chuyện bị thay đổi đáng kể. Monolith Soft cũng đã phát triển phần tiếp theo của Project X Zone là Project X Zone 2. Ngoài việc thay đổi đội hình nhân vật được chọn từ Sega, Capcom và Bandai Namco, trò chơi còn giới thiệu các nhân vật từ trò chơi nhượng quyền Fire Emblem của Nintendo bên cạnh các nhân vật từ Xenoblade Chronicles.
Trong các giai đoạn phát triển cuối cùng của Xenoblade Chronicles X, Monolith Soft đã bắt đầu làm việc với một tựa trò chơi Xenoblade mới cho Nintendo Switch. Với tiêu đề Xenoblade Chronicles 2, trò chơi trở lại cấu trúc dẫn dắt bằng cốt truyện của Xenoblade Chronicles trong khi xây dựng lối chơi và công nghệ của Xenoblade Chronicles X. Một trong những nguyên mẫu câu chuyện của trò chơi sau đó đã được chuyển thành bản mở rộng có tên Xenoblade Chronicles 2: Torna - The Golden Country, phát hành năm 2018. Bên cạnh đó, Monolith Soft cũng bắt đầu phát triển một trò chơi hành động giả tưởng, tuyển nhân viên mới cho dự án. Công ty đã mở các xưởng sản xuất mới ở Nakameguro và Iidabashi trong năm 2017 và 2018. Nhóm sản xuất đầu tiên, được biết đến với việc tham gia sản xuất trong sê-ri Xenoblade Chronicles, bắt đầu tuyển dụng nhân viên để phát triển một dự án trò chơi RPG mới vào tháng 10 năm 2018. Vào tháng 3 năm 2019, nhóm sản xuất thứ 2 bắt đầu tuyển nhân viên cho một dự án mới trong The Legend of Zelda. Giữa năm 2018 và 2019, xưởng sản xuất Iidabashi đã đóng cửa. Vào tháng 4 năm 2019, trong bối cảnh đạt doanh thu cao trong giai đoạn tài chính 2018-2019, công ty đã mở một xưởng sản xuất mới ở Ōsaki, Tokyo.

## Danh sách trò chơi
Danh sách này bao gồm các trò chơi mà Monolith Soft đóng góp đáng kể, là nhà đồng phát triển chính hoặc là nhà phát triển chính. 
| Năm  | Tiêu đề                                             | Nền tảng           | Nhà xuất bản                      | Tham khảo     |
| ---- | --------------------------------------------------- | ------------------ | --------------------------------- | ------------- |
| 2002 | Xenosaga Episode I                                  | PlayStation 2      | Namco                             |               |
| 2003 | Baten Kaitos: Eternal Wings and the Lost Ocean      | GameCube           | Namco                             | [ 22 ]        |
| 2004 | Xenosaga Episode II                                 | PlayStation 2      | Namco                             |               |
| 2004 | Xenosaga Episode II                                 | PlayStation 2      | - EU: Sony Computer Entertainment |               |
| 2004 | Xenosaga: Pied Piper                                | Điện thoại di động | - JP: Namco                       | [ 32 ] [ 82 ] |
| 2005 | Namco × Capcom                                      | PlayStation 2      | - JP: Namco                       |               |
| 2006 | Baten Kaitos Origins                                | GameCube           | Nintendo                          | [ 37 ]        |
| 2006 | Xenosaga I & II                                     | Nintendo DS        | - JP: Namco                       | [ 32 ]        |
| 2006 | Xenosaga Episode III                                | PlayStation 2      | Namco Bandai Games                |               |
| 2008 | Soma Bringer                                        | Nintendo DS        | - JP: Nintendo                    |               |
| 2008 | Super Robot Taisen OG Saga: Endless Frontier        | Nintendo DS        | - JP: Namco Bandai Games          | [ 44 ]        |
| 2008 | Super Robot Taisen OG Saga: Endless Frontier        | Nintendo DS        | - NA: Atlus                       | [ 44 ]        |
| 2008 | Disaster: Day of Crisis                             | Wii                | Nintendo                          |               |
| 2009 | Dragon Ball Z: Attack of the Saiyans                | Nintendo DS        | Namco Bandai Games                |               |
| 2010 | Super Robot Taisen OG Saga: Endless Frontier Exceed | Nintendo DS        | - JP: Namco Bandai Games          |               |
| 2010 | Xenoblade Chronicles                                | Wii                | Nintendo                          |               |
| 2012 | Project X Zone                                      | Nintendo 3DS       | Namco Bandai Games                | [ 61 ]        |
| 2015 | Xenoblade Chronicles X                              | Wii U              | Nintendo                          |               |
| 2015 | Project X Zone 2                                    | Nintendo 3DS       | Bandai Namco Entertainment        |               |
| 2017 | Xenoblade Chronicles 2                              | Nintendo Switch    | Nintendo                          |               |
| 2018 | Xenoblade Chronicles 2: Torna – The Golden Country  | Nintendo Switch    | Nintendo                          | [ 71 ]        |
| 2020 | Xenoblade Chronicles: Definitive Edition            | Nintendo Switch    | Nintendo                          |               |

### Hợp tác
Tái phát hành, hợp tác nhỏ và công việc chủ yếu được phát triển bởi các xưởng sản xuất khác hoặc trực tiếp bởi Nintendo, và được "Cảm ơn đặc biệt" trong các trò chơi của những xưởng sản xuất khác. 
| Năm  | Tiêu đề                                    | Nền tảng        | Nhà xuất bản | Tham khảo |
| ---- | ------------------------------------------ | --------------- | ------------ | --------- |
| 2006 | Dirge of Cerberus: Final Fantasy VII       | PlayStation 2   | Square Enix  | [ 81 ]    |
| 2008 | Super Smash Bros. Brawl                    | Wii             | Nintendo     |           |
| 2011 | The Legend of Zelda: Skyward Sword         | Wii             | Nintendo     | [ 83 ]    |
| 2012 | Animal Crossing: New Leaf                  | Nintendo 3DS    | Nintendo     |           |
| 2013 | Pikmin 3                                   | Wii U           | Nintendo     |           |
| 2013 | The Legend of Zelda: A Link Between Worlds | Nintendo 3DS    | Nintendo     |           |
| 2015 | Splatoon                                   | Wii U           | Nintendo     |           |
| 2015 | Animal Crossing: Happy Home Designer       | Nintendo 3DS    | Nintendo     |           |
| 2017 | The Legend of Zelda: Breath of the Wild    | Nintendo Switch | Nintendo     |           |
| 2017 | The Legend of Zelda: Breath of the Wild    | Wii U           | Nintendo     |           |
| 2017 | Splatoon 2                                 | Nintendo Switch | Nintendo     |           |
| 2020 | Animal Crossing: New Horizons              | Nintendo Switch | Nintendo     | [ 84 ]    |

## Triết lý
Từ khi thành lập công ty, Takahashi và Sugiura muốn tự do sáng tạo để theo đuổi các dự án ngoài tiêu chuẩn thông thường của thể loại, bên cạnh việc tuyển nhân viên trẻ. Mục đích ban đầu là khuyến khích các nhà phát triển trẻ tạo được dấu ấn trong ngành, vào thời điểm đó bị chi phối bởi những người ở cuối thập niên 30 trở lên. Đó là lý do tại sao các nhân viên trẻ tuổi được giao trọng trách cho sê-ri Xenosaga. Kojima cho rằng các nhà phát triển trẻ hơn được ưa thích vì họ có thể mang lại những ý tưởng thú vị cho một dự án. Theo Sugiura, một yếu tố chính trong giai đoạn mà Monolith Soft dưới thời Namco là trọng tâm của sự sáng tạo. Họ muốn cân bằng điều này với hậu cần tài chính trong thiết kế trò chơi thay vì lo ngại về ngân sách kìm hãm sự bùng nổ sáng tạo của nhân viên. Khi nói về các dự án cho nền tảng Wii U của họ vào năm 2012, nhân viên của Monolith Soft, Inaba Michihiko, cho rằng công ty muốn chứng minh rằng Nhật Bản có thể theo kịp thị trường phương Tây trong lĩnh vực trò chơi điện tử và đầy tham vọng thúc đẩy ngành công nghiệp đi lên, mong muốn sánh Monolith Soft ngang hàng với Bethesda Softworks.
Nói về việc chuyển từ Namco Bandai sang Nintendo, Sugiura nhận xét rằng đó là một thách thức khi chỉ phát triển trò chơi cho một nhóm hệ máy chơi game duy nhất. Nintendo đồng tình rằng đây là thách thức đối với Monolith Soft, nên họ đã ưu tiên như cho tạo ra một trò chơi cụ thể với các thông số kỹ thuật phần cứng nhất định, cung cấp thời gian và nguồn lực cho công ty để thực hiện điều đó. Một yếu tố khác đã thay đổi trong quá trình phát triển của Monolith Soft là phải tăng sự kiểm soát chất lượng theo tiêu chuẩn của Nintendo, vì họ không muốn có những dự án chất lượng kém trong hệ thống của họ. Takahashi cũng gặp cảm giác thách thức tương tự. Ông đã mô tả cả Xenoblade Chronicles và Xenoblade Chronicles X là một thách thức cho nhóm phát triển khi tạo môi trường trên phần cứng hạn chế của hệ máy chơi game. Quy mô và mục tiêu của Monolith Soft thường được quy về động lực và tham vọng của Takahashi. Mặc dù thường sản xuất các trò chơi nhập vai Nhật Bản (JRPG), Monolith Soft tập trung nhiều hơn vào sản xuất các trò chơi nhập vai dành cho thị hiếu trên toàn thế giới.
Thay vì cố định cơ cấu phát triển, Monolith Soft chọn cách tự do phân công nhân viên dựa trên hướng đi của dự án, ngoài việc tin tưởng vào sự hợp tác với các công ty khác trong các dự án thay vì phát triển hoàn toàn nội bộ. Trong một cuộc phỏng vấn năm 2012 với Takahashi, điều kiện tiên quyết để làm việc tại Monolith Soft là niềm đam mê sâu sắc đối với các trò chơi bên cạnh kiến thức chung bên ngoài lĩnh vực. Trái ngược với nhiều xưởng sản xuất Nhật Bản và phương Tây khác bị chỉ trích vì làm việc quá giờ và điều kiện làm việc kém, Monolith Soft cố gắng vì một môi trường làm việc thân thiện và thời gian hợp lý cho nhân viên của mình. Làm thêm ngoài giờ cũng được đàm phán với ban quản lý và nhận thanh toán đầy đủ, một điều hiếm thấy trong kinh doanh ở Nhật Bản. Phát biểu liên quan đến phương thức này, Honne đã tuyên bố phương châm của công ty; "Nói không với làm việc ngoài giờ và hãy làm việc sáng tạo". Mặc dù lực lượng lao động của ngành công nghiệp trò chơi thường đa phần là nam giới, Monolith Soft có tỷ lệ cao các nhà phát triển nữ làm việc tại công ty, với khoảng một phần tư lực lượng lao động.